# منيرة رمضان ابكر محمد
منيره رمضان أبكر محمد ورشه أول سودانية تعمل حكماً لكرة القدم ، من مواليد أم درمان العباسية  1955م ،حصلت على دبلوم التربية الرياضية  من المعهد العالي للتربية الرياضية في الخرطوم عام1981م. بدأت نشاطها الرياضي في العام 1970م كأول امرأة تعمل حكم كرة قدم.  مارست التحكيم لكرة  القدم الرجالية ، منذ عام 1975م حتى عام 1980، وقد ظهرت منيرة رمضان في السودان في منتصف سبعينات القرن الماضي كأول امرأة تعمل حكم كرة قدم، وهي حكم درجة أولى،  أدارت مباريات كبيرة في دوري الخرطوم قبل أن تعتزل التحكيم. وهي الآن تعمل معلمة في مدينة جدة  في المملكة العربية السعودية. والحكم منيرة كانت تعتبر ظاهرة فريدة ليس في كرة القدم السودانية فحسب، بل على المستويين الإقليمي والعالمي أيضاً، فهي من أوائل النساء اللاتي اشتغلن في مجال تحكيم كرة القدم الرجالية، وربما تكون الأولى على الإطلاق.

## الميلاد
من مواليد أم درمان حي العباسية 1955م. 

## المراحل التعليمية
حصلت على دبلوم التربية الرياضية ، من المعهد العالي للتربية الرياضية في الخرطوم ، عام1981م.   

## عملها
- بدأت نشاطها الرياضي في العام 1970م.

- عملت بوزارة الشباب والرياضة.

- عملت مدرسة للسباحة بجامعة الخرطوم.

- عملت مدربة لكل من : الاتحاد النسا ئى بالخرطوم ، والاتحاد العسكري النسائي بالخرطوم.

- سكرتيرة اتحاد السباحة وسكرتيرة اتحاد العاب القوى.

## النشاطات
- أول فتاة سودانية تشترك في سباقات المائة متر ثم رمي القرص والجلة .

- مثلت السودان في محافل كثيرة فكانت بطلة السودان في رمي القرص والجلة في الدورات المدرسية والشبابية والمحلية والعالمية.

- نالت شهادة في مجال التحكيم لكرة السلة وشهادة تدريب كرة السلة بالسودان.

- عضو أول فريق نسائي سوداني لكرة السلة ، الذي أسسته الاستاذة هدى زين العابدين.

- عضو فريق المريخ النسائي بامدرمان .

- عضو اتحاد العاب القوى .

- أنشأت معهد الرشاقة بالخرطوم والخرطوم بحري 1980م .

## نشاطها بالخارج
- غادرت السودان عام 1984م إلى المملكة العربية السعودية عندما تزوجت من رجل أعمال سعودي.

- انشاءت مدرسة لتحفيظ وتعليم القرآن الكريم.

- تعمل الآن معلمة ومشرفة بمدارس تحفيظ القرآن الكريم بمكة المكرمة

## انظر ايضاً
- هدى زين العابدين
- سلمى الماجدي